# Leonid Bazan
Leonid Bazan est un lutteur libre bulgare né le 11 juin 1985 à Vynohradiv.

## Palmarès

### Jeux olympiques
- participation en 2012

### Championnats d'Europe
- Médaille de bronze en catégorie des moins de 74 kg en 2013, à Tbilissi
- Médaille d'argent en catégorie des moins de 66 kg en 2012, à Belgrade
- Médaille d'argent en catégorie des moins de 66 kg en 2011, à Dortmund